# 林強
林 強（リン・チャン、リム・ギョン、1964年6月7日 - ）は、台湾のDJ、歌手、作詞家、作曲家、音楽プロデューサー、俳優。本名は林志峰。

## 経歴
1990年、アルバム『向前走』でメジャー・デビュー。映画監督の何かをと親しくなってからは、同監督の映画音楽を製作するほか、映画にも出演するようになる。
1993年のアルバム『娯楽世界』あたりから電子音楽に深く傾倒し、2000年代に入り、伝統的な音楽を電子音楽でアレンジしたアルバム『歡樂電子中國年』（2002年）、『電民謡』（2003年）を発表する。音と画像の融合を目指した「立体音畫」という形態で作品作りを展開する。2005年には国立故宮博物院と共同で同博物院の絵画と音のコラボレーションを試みた。
2005年のカンヌ国際映画祭では特別プログラム「LA SOIRÉE MOVIE-MIX CANNES 2005」に出演する。同時にフランスの音楽レーベルからアルバム『Insects Awaken』が発売される。同アルバムは台湾でも2005年10月に『驚蟄/Insects Awaken』というタイトルで彗智數位影音有限公司から発売される。このアルバムの発売により、同社は2006年に行政院新聞局が主催する金曲獎で最優秀クロスオーバーアルバム賞を受賞した。
2005年10月、国立故宮博物院が80周年を記念して製作した特別広告フィルムの音楽を担当する。この広告はThe American Association of Museumsの2006年度Muse awardにおいて金賞を受賞した。
創作者、表現者達の権益を守るための活動、クリエイティブ・コモンズにも積極的に参加している。
2007年3月、中国の摩登天空有限公司と契約を結び、中国におけるマネージメントを委託する。同年4月には賈樟柯の監督作品に提供した音楽を集めた『賈樟柯電影音樂作品集』をリリースした。

## ディスコグラフィー

### 個人アルバム
- 向前走（1990年）
- 春風少年兄（1992年）
- 娯楽世界（1993年）
- 2001向前走林強 the best of linchung（2001年）
- 歡樂電子中國年（2002年）
- 電民謡（2003年）
- Insects Awaken/驚蟄（2005年）
- 賈樟柯電影音樂作品集（2007年）

### 参加アルバム
- Dust of Angels（1992年、映画『天幻城市』イメージアルバム）
- 只要為你活一天（1993年、映画『宝島 トレジャー・アイランド』サウンドトラック））
- 魔岩十大天王之群魔乱舞（1996年）
- 南國再見、南國（1996年、映画『憂鬱な楽園』サウンドトラック）
- 電影家族（1998年、侯孝賢映画サウンドトラック・ベスト）

## フィルモグラフィー

### 出演映画
- 天幻城市（1992年）
- 宝島 トレジャー・アイランド（1992年）
- 戯夢人生（1993年）
- 好男好女（1995年）
- 憂鬱な楽園（1996年）
- 天馬茶房（1998年）
- HHH:侯孝賢（1999年）
- いわゆる親友（2000年）
- 一個住飯店的男人（2001年）
- 緑的海平線・emerald horizon（2006年、ナレーション）

### 映画音楽
- 憂鬱な楽園（1995年）
- ミレニアム・マンボ（2001年）
- 両個夏天（2002年）
- 世界（2004年）
- 寧静夏日（2005年）
- 愛麗絲的鏡子（2005年）
- 百年恋歌（2005年）
- 一年之初　(2006年）
- 長江哀歌（2006年）
- 東（2006年）
- 我們的十年（2007年）
- 無用（2007年）
- 四川のうた（2008年）
- 再生の朝に -ある裁判官の選択-（2009年）
- 黒衣の刺客（2015年）
- ロングデイズ・ジャーニー この夜の涯てへ（2018年）
- 帰れない二人（2018年）

## 受賞
- 1996年 - 第33回臺北金馬影展 - オリジナル映画音楽最優秀賞（『憂鬱な楽園』）
- 2001年 - 第38回臺北金馬影展 - オリジナル映画音楽最優秀賞（『ミレニアム・マンボ』）
- 2006年 - 第43回臺北金馬影展 - オリジナル映画音楽最優秀賞（『一年之初』）
- 2006年 - The American Association of Museums' Muse award - プロモーション及びマーケティング部門における金賞（『Old is New』、国立故宮博物院80周年特別記念広告フィルム）[2]
- 2006年 - 金曲獎 - 最優秀クロスオーバーアルバム賞（『驚蟄』）[3]
- 2010年 - 第13回上海国際映画祭 - 音楽最優秀賞
- 2013年 - 第50回臺北金馬影展 - オリジナル映画音楽最優秀賞
- 2016年 - 第53回臺北金馬影展 - オリジナル映画音楽最優秀賞
- 2016年 - 第10回アジア・フィルム・アワード- オリジナル音楽最優秀賞